# Chiesa di San Secondo (Cortazzone, capoluogo)
La chiesa di San Secondo è la parrocchiale di Cortazzone, in provincia e diocesi di Asti; fa parte della zona pastorale Nord.

## Storia
L'originario luogo di culto di Cortazzone fu eretto forse nei primi decenni del Cinquecento.
Verso la fine del secolo, in seguito alla ricostruzione dell'abitato nei pressi del castello, l'oratorio, all'epoca dedicato a san Siro, iniziò a svolgere le funzioni di parrocchiale al posto dell'antica chiesa di San Secondo di Mongiglietto e il 27 settembre 1600 fu solennemente consacrato dal vescovo di Asti Giovanni Stefano Aiazza. Negli anni seguenti l'edificio, inizialmente già ampio ma spoglio, fu risistemato e dotato di nuove cappelle con altari, tra cui quelle dedicate a san Francesco d'Assisi e a san Carlo Borromeo, finanziate dalla famiglia Pelletta; i lavori furono completati entro il 1627, come testimoniato dal resoconto della visita pastorale dell'11 luglio di quell'anno.
Altri interventi minori nel presbiterio e nelle cappelle laterali furono eseguiti nella seconda metà del XVII secolo.
Tra il 1742 e il 1749 l'edificio fu probabilmente ricostruito nella zona presbiteriale, nonché risistemato e decorato negli interni; fu inoltre reintitolato ai santi Siro e Secondo.
Tra il 1903 e il 1905 la chiesa, nel frattempo ridedicata a san Secondo, fu sottoposta a un importante intervento di ristrutturazione, su progetto degli ingegneri Arnaldo Riccio e Giuseppe Velati Bellini: grazie alla demolizione dell'antica canonica antistante all'edificio, la navata fu prolungata di una campata, innalzando una nuova facciata neogotica affiancata da un alto campanile e ricavando un ampio sagrato.
Nei decenni seguenti il luogo di culto fu interessato da altri lavori: nel 1911 l'antica sagrestia fu trasformata nel coro, mentre ne fu eretta una nuova accanto alla canonica, nel frattempo ricostruita sulla sinistra dell'edificio; tra il 1922 e il 1923 gli interni furono ornati con affreschi dipinti da Giovanni Lamberti e Luigi Morgari; tra il 1933 e il 1934 la copertura fu risistemata. Successivamente, nel 1958 la pavimentazione dell'aula fu rifatta, mentre nel 1980 la parrocchiale fu adeguata alle norme postconciliari.
Il 21 agosto 2000 un terremoto provocò alcuni danni alla torre campanaria, che nei tre anni seguenti fu consolidata strutturalmente e restaurata nella parte sommitale.

## Descrizione

### Esterno
La neoromanica facciata a salienti della chiesa, rivolta a sudest e composta da un corpo principale e da due ali laterali, presenta centralmente il portale d'ingresso, la cui lunetta è abbellita da una cornice bicroma, e ai fianchi una fila di loggette ospitanti delle statue, mentre sopra si apre il rosone; sotto le linee degli spioventi vi sono degli archetti pensili.
Annesso alla parrocchiale è il campanile a base quadrata, suddiviso in più registri; la cella presenta su ogni lato cinque finestrelle ed è coronata dalla guglia piramidale.

### Interno
L'interno dell'edificio si compone di un'unica navata, spartita in cinque campate, sulla quale si affacciano dieci cappelle laterali introdotte da archi a tutto sesto e le cui pareti sono scandite da lesene, sopra i cui capitelli si impostano i costoloni che scandiscono la volta a botte; al termine dell'aula si sviluppa il presbiterio, sopraelevato di quattro gradini, delimitato da balaustre e chiuso dalla parete di fondo piatta.